# 布里 (阿列日省)
布里（法語：Brie，法語發音：[bʁi] ⓘ）是法国阿列日省的一个市镇，属于帕米耶区。

## 地理
布里（43°12'19"N, 1°31'6"E）面积7.06 平方千米，位于法国奧克西塔尼大區阿列日省，该省份为法国西南部内陆省份，西部和北部与上加龙省接壤，东临奥德省，东南至东比利牛斯省接壤，南与安道尔和西班牙接壤。
与布里接壤的市镇（或旧市镇、城区）包括：康泰、迪尔福、埃斯普拉、瑞斯蒂尼亚克、萨韦尔丹、马尔利亚克。

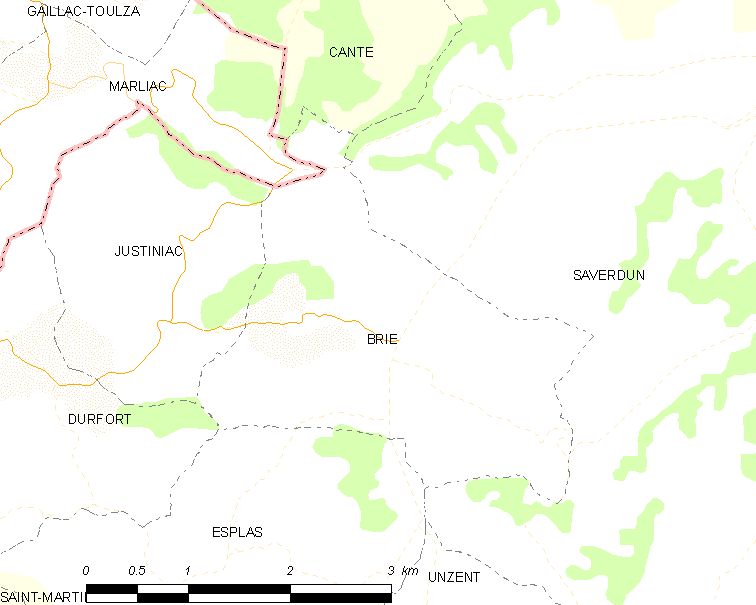
的OSM定位图

布里的时区为UTC+01:00、UTC+02:00（夏令时）。

## 行政
布里的邮政编码为09700，INSEE市镇编码为09067。

## 政治
布里所属的省级选区为阿列日之门县。

## 人口

1962-2008年间人口变化图示

布里于2022年1月1日时的人口数量为206人。